# Аарон (Джорджия)
Аарон (англ. Aaron) — невключённая территория округа Буллок штата Джорджия, США.

## История
Почтовое отделение под названием Аарон было создано в 1909 году и оставалось в эксплуатации до 1920 года. Община была названа в честь первосвященника и пророка Аарона, брата пророка Моисея.